# آروی آتلانتیس
آروی آتلانتیس (به انگلیسی: RV Atlantis) یک کشتی است که طول آن 143' 6" می‌باشد. این کشتی در سال ۱۹۳۰ ساخته شد.